# Mondigny
Mondigny település Franciaországban, Ardennes megyében. Lakosainak száma 193 fő (2022. január 1.). Mondigny Champigneul-sur-Vence, Évigny, Fagnon, Gruyères, Guignicourt-sur-Vence és Warnécourt községekkel határos.

## Népesség
A település népességének változása:
| Lakosok száma | 83   | 131  | 150  | 184  | 173  | 167  | 171  | 185  | 187  | 193  |
|               | 1968 | 1982 | 1990 | 2006 | 2013 | 2015 | 2017 | 2019 | 2020 | 2022 |